# Досиетата Х (сезон 2)
Вторият сезон на научнофантастичния телевизионен сериал „Досиетата Х“ започва да се излъчва по мрежата на Fox в Съединените щати на 16 септември 1994 г. и завършва по същия канал на 19 май 1995 г., след излъчени всички 25 епизода.
Сезон 2 на „Досиетата Х“ се развива след закриването на отдела след събитията от финала на първия сезон. Вторият сезон представя няколко второстепенни героя – Х (Стивън Уилямс), информатор на Мълдър; Алекс Крайчек (Никълъс Лий), партньор на Мълдър, който става негов враг; и Извънземния ловец на глави (Брайън Томпсън), убиец с промяна на формата.
Сюжетите са силно засегнати от бременността на актрисата Джилиън Андерсън. Решено е, че Скъли ще бъде отвлечена от извънземни, обяснявайки отсъствието ѝ, и позволявайки ѝ да се появи в кома два епизода по-късно, което в крайна сметка добавя повече тънкости към митологията на сериала. Сезонът печели седем номинации за награда Праймтайм Еми. Премиерата на Little Green Men е с рейтинга на Нилсен от 10,3, като е гледан от 9,8 милиона домакинства, което бележи забележимо увеличение на зрителите от предходната година. Сериала се изкачва от 111-о на 63-то място за телевизионната 1994/95 година. В допълнение, вторият сезон на сериала получава положителни отзиви от телевизионните критици.

## Роли

### Главни
- Дейвид Духовни – специален агент Фокс Мълдър
- Джилиън Андерсън – специален агент Дейна Скълиa

a ↑Не участва в „3“.

### Второстепенни
- Мич Пиледжи – Уолтър Скинър
- Стивън Уилямс – Х
- Уилям Б. Дейвис – Пушача
- Никълъс Лий – Алекс Крайчек
- Брус Харууд – Джон Байърс
- Том Брейдууд – Мелвин Фрохайк
- Дийн Хаглунд – Ричард Лангли
- Питър Донат – Уилям Мълдър
- Шейла Ларкен – Маргарет Скъли
- Мегън Лейч – Саманта Мълдър
- Стив Рейлсбек – Дуейн Бари
- Брайън Томпсън – Извънземен ловец на глави
- Реймънд Дж. Бари – Ричард Матисън
- Ник Чинлънд – Дони Пфастър
- Дон С. Дейвис – Уилям Скъли
- Линдзи Гинтър – Мъж в черно
- Мелинда Макгроу – Мелиса Скъли
- Ребека Тулман – Тийна Мълдър
- Флойд Уестърман – Албърт Хостийн

## Епизоди
| № | #  | Заглавие              | Режисура          | Сценарий                                 | Първо излъчване      | Първо излъчване      | Рейтинг (в милиони) |
| --- | -- | --------------------- | ----------------- | ---------------------------------------- | -------------------- | -------------------- | ------------------- |
| 25 | 1  | Little Green Men      | Дейвид Нътър      | Глен Моргън и Джейс Уонг                 | 16 септември 1994 г. | 16 септември 1994 г. | 16.1                |
| Със закриването на „Досиетата Х“, агентът на ФБР Фокс Мълдър (Дейвид Духовни) намира собствената си вяра в истината. Но когато стар политически съюзник (Реймънд Дж. Бари) му дава нова причина да вярва, той отива сам в изоставена база на SETI – обсерваторията в Аресибо, Пуерто Рико. Загрижен за безопасността му, агент Дейна Скъли (Джилиън Андерсън) трябва да открие местонахождението му преди някой или нещо друго. |    |                       |                   |                                          |                      |                      |                     |
| 26 | 2  | The Host              | Даниъл Закхайм    | Крис Картър                              | 23 септември 1994 г. | 23 септември 1994 г. | 15.9                |
| Когато в каналите на Нюарк е открито разложено тяло на човек, на Мълдър се дава предполагаема работа да разплете случая. Но след аутопсията, извършена от Скъли се появява паразит, живеещ в тялото, а работник на канализацията е нападнат и ухапан от нещо. |    |                       |                   |                                          |                      |                      |                     |
| 27 | 3  | Blood                 | Дейвид Нътър      | Глен Моргън и Джеймс Уонг                | 30 септември 1994 г. | 30 септември 1994 г. | 14.8                |
| Подтикнати от съобщения от дигитални уреди с инструкции да убиват, няколко жители на малка фермерска общност внезапно стават жестоки и опасни. |    |                       |                   |                                          |                      |                      |                     |
| 28 | 4  | Sleepless             | Роб Бауман        | Хауърд Гордън                            | 7 октомври 1994 г.   | 7 октомври 1994 г.   | 13.4                |
| Аудиокасета, скрита в сутрешния му вестник, принуждава Мълдър да поиска да развенчае случаят със смъртта на изгорения учен, въпреки липсата на доказателства за пламъци или изгаряния. Той получава случая, заедно с нов партньор, агент Алекс Крайчек (Никълъс Лий). |    |                       |                   |                                          |                      |                      |                     |
| 29 | 5  | Duane Barry           | Крис Картър       | Крис Картър                              | 14 октомври 1994 г.  | 14 октомври 1994 г.  | 13.9                |
| Бивш агент на ФБР (Стив Райлсбек) бяга от психиатрична клиника и държи няколко души като заложници в туристическа агенция. Мълдър и Крайчек са изпратени да помогнат при преговорите, тъй като човекът твърди, че е бил отвлечен от НЛО. |    |                       |                   |                                          |                      |                      |                     |
| 30 | 6  | Ascension             | Майкъл Ландж      | Пол Браун                                | 21 октомври 1994 г.  | 21 октомври 1994 г.  | 15.5                |
| Продължавайки от предишния епизод, Мълдър се запътва към къщата на Скъли, след като е чул записа на телефонния секретар, че е нападната. Дуейн Бари (Стив Райлсбек) отвлича Скъли, решен да я предложи на извънземните на негово място. Мълдър се опитва да открие Скъли. |    |                       |                   |                                          |                      |                      |                     |
| 31 | 7  | 3                     | Дейвид Нътър      | Крис Рупентал, Глен Моргън и Джеймс Уонг | 4 ноември 1994 г.    | 4 ноември 1994 г.    | 15.0                |
| Уолтър Скинър (Мич Пиледжи) отваря отново „Досиетата Х“, но на Мълдър му е трудно да работи без изчезналата Скъли. Когато разпознава убийство в Лос Анджелис като работа на убийците от Троицата, трима убийци с фетиш към пиене на кръв, това му дава работа, в която да се потопи. |    |                       |                   |                                          |                      |                      |                     |
| 32 | 8  | One Breath            | Р. У. Гудуин      | Глен Моргън и Джеймс Уонг                | 11 ноември 1994 г.   | 11 ноември 1994 г.   | 15.3                |
| Когато Скъли мистериозно се появява отново в кома в болница, Мълдър се фиксира да открие отговорните хора, макар че стремежът му към отмъщение може да го превърне в онези, които той презира. |    |                       |                   |                                          |                      |                      |                     |
| 33 | 9  | Firewalker            | Дейвид Нътър      | Хауърд Гордън                            | 18 ноември 1994 г.   | 18 ноември 1994 г.   | 15.2                |
| Неизправност в робот, предназначен за вулканични проучвания, дава доказателства за живот на форма живееща в пещерите. Когато тази форма на живот привидно причинява смъртта на член на изследователския екип, Мълдър и намерената Скъли заминават към мястото на събитията, за да разследват, преди някой друг да умре. |    |                       |                   |                                          |                      |                      |                     |
| 34 | 10 | Red Museum            | Уин Фелпс         | Крис Картър                              | 9 декември 1994 г.   | 9 декември 1994 г.   | 16.1                |
| Няколко тийнейджъри от Уисконсин са намерени да се скитат в гората само по бельото си с надпис на гърба – „Той е един от тях“. Мълдър и Скъли пътуват, за да проучат това нетипично поведение, макар че най-странното нещо в тази месопроизводствена област е мистериозният култ на вегетарианските „разходки“. Мъжът в черно (Линдзи Гинтър) се завръща, този път работейки сам.                                               |    |                       |                   |                                          |                      |                      |                     |
| 35 | 11 | Excelsis Dei          | Стивън Сурик      | Пол Браун                                | 16 декември 1994 г.  | 16 декември 1994 г.  | 14.2                |
| Поредният случай на Мълдър и Скъли започва с изнасилването на медицинска сестра (Терил Ротъри) в дом за стари хора в Масачузетс – това, което го прави „Досие Х“, е твърдението, че нападателят ѝ е невидим. При пристигането си обаче, те откриват странни тайни за дома и жителите му. |    |                       |                   |                                          |                      |                      |                     |
| 36 | 12 | Aubrey                | Роб Бауман        | Сара Б. Чарно                            | 6 януари 1995 г.     | 6 януари 1995 г.     | 16.2                |
| Когато детектив загадъчно разкрива останките на агент на ФБР, който изчезва през 1940-те години, докато разследва случай на убийство, зловещо подобно на съвременно, Мълдър и Скъли вярват, че първоначалният убиец от 1940 г. е предал своята генетична черта на насилие на свое внуче. |    |                       |                   |                                          |                      |                      |                     |
| 37 | 13 | Irresistible          | Дейвид Нътър      | Крис Картър                              | 13 януари 1995 г.    | 13 януари 1995 г.    | 14.7                |
| Някой изкопава гробове в Минеаполис, като премахва части от тялото от труповете. Мълдър и Скъли са повикани, защото агентът по случая вярва, че това е работа на извънземните. Мълдър обаче бързо отхвърля идеята, като профилира извършителя като фетишист. По-късно се появяват ключови доказателства и Скъли осъзнава, че случаят е по-личен, отколкото си мисли.                                                            |    |                       |                   |                                          |                      |                      |                     |
| 38 | 14 | Die Hand Die Verletzt | Ким Манърс        | Глен Моргън и Джеймс Уонг                | 27 януари 1995 г.    | 27 януари 1995 г.    | 17.7                |
| Тийнейджъри в Ню Хампшир правят окултен ритуал и по невнимание причинят убийство и осакатяване на един от тях. Когато Мълдър и Скъли са призовани да разгледат въпроса, истинските поклонници в града се опитват да скрият следите си, макар да изглежда, че има тайнствена сила, от която се страхуват дори и поклонниците. |    |                       |                   |                                          |                      |                      |                     |
| 39 | 15 | Fresh Bones           | Роб Бауман        | Хауърд Гордън                            | 3 февруари 1995 г.   | 3 февруари 1995 г.   | 17.8                |
| Една сутрин, след две ужасни халюцинации, редник Джак Макалпин блъска колата си в дърво, върху което е изобразен вуду символ. Това е втората смърт на морски пехотинец за две седмици, в която е изобразен този символ. Въпросните морски пехотинци охраняват център за бежанци от Хаити, а когато Мълдър и Скъли посещават центъра, те смятат, че смъртта не е толкова неочаквана, колкото изглежда.                           |    |                       |                   |                                          |                      |                      |                     |
| 40 | 16 | Colony                | Ник Марк          | Дейвид Духовни и Крис Картър             | 10 февруари 1995 г.  | 10 февруари 1995 г.  | 15.9                |
| В началото на епизода, измръзналият Мълдър е откаран в болница. Епизодът продължава със сцена 2 седмици преди това, когато екипажът на изследователски кораб открива останките на НЛО в морето Бофорт. Пилотът, който оцелява при катастрофата, излиза от болницата и убива идентични лекари в различни клиники за аборти. |    |                       |                   |                                          |                      |                      |                     |
| 41 | 17 | End Game              | Роб Бауман        | Франк Спотниц                            | 17 февруари 1995 г.  | 17 февруари 1995 г.  | 17.5                |
| Извънземният ловец на глави отвлича Скъли и иска да я търгува за сестрата на Мълдър – Саманта Малдър (Мегън Лейч). Мълдър иска помощ от Скинър в размяната и заместник-директорът на ФБР му дава на разположение снайперист, който да повали ловеца на глави. |    |                       |                   |                                          |                      |                      |                     |
| 42 | 18 | Fearful Symmetry      | Джеймс Уитмор мл. | Стив де Ярнат                            | 24 февруари 1995 г.  | 24 февруари 1995 г.  | 16.5                |
| Смъртта на федерален строителен работник и унищожаването на различни имоти може да бъде свързана само с избягал слон, но свидетелите твърдят, че не са виждали животни, които биха могли да причинят тези неща. Скоро Мълдър и Скъли отиват в местния зоопарк, чиито претенции за слава са, че никога не са имали успешно раждане на животни.                                                                                   |    |                       |                   |                                          |                      |                      |                     |
| 43 | 19 | Død Kalm              | Роб Бауман        | Хауърд Гордън                            | 10 март 1995 г.      | 10 март 1995 г.      | 17.1                |
| Мълдър и Скъли са призовани, когато е намерена лодка с оцелели от кораб унищожител на американския флот. Това, което особено привлича вниманието на агент Мълдър е, че всички тези моряци изглежда са остарели с десетилетия в течение на няколко дни. Мълдър и Скъли пътуват до Норвегия, където намират рибар, който е готов да ги отведе до последната известна позиция на кораба.                                           |    |                       |                   |                                          |                      |                      |                     |
| 44 | 20 | Humbug                | Ким Манърс        | Дарън Моргън                             | 31 март 1995 г.      | 31 март 1995 г.      | 15.7                |
| Мълдър и Скъли трябва да открият паранормалното сред ненормалните, когато бъдат изпратени да разследват дългогодишни серии от ритуални убийства, които не съвпадат с познати модели. Последната от които е смъртта на „Човека алигатор“. |    |                       |                   |                                          |                      |                      |                     |
| 45 | 21 | The Calusari          | Майкъл Веяр       | Сара Б. Чарно                            | 14 април 1995 г.     | 14 април 1995 г.     | 12.9                |
| Снимка, направена преди смъртта на двугодишно момче, дава доказателства за свръхестествена намеса, която предизвиква любопитството на Мълдър. Когато настъпва друга смърт в семейството, бабата на останалото дете иска помощ от някои румънски ритуали (наричани căluşari или „конници“), за да почистят дома от злото. |    |                       |                   |                                          |                      |                      |                     |
| 46 | 22 | F. Emasculata         | Роб Бауман        | Крис Картър и Хауърд Гордън              | 28 април 1995 г.     | 28 април 1995 г.     | 14.0                |
| След като няколко мъже в затвора умират от загадъчна болест, Скъли се опитва да открие причината, докато Мълдър иска да намери двама бегълци, които потенциално могат да разпространят болестта. |    |                       |                   |                                          |                      |                      |                     |
| 47 | 23 | Soft Light            | Джеймс Контнър    | Винс Джилигън                            | 5 май 1995 г.        | 5 май 1995 г.        | 12.9                |
| Бивша студентка на Скъли (Кейт Туа) моли агентите да ѝ помогнат с първото ѝ разследване за редица изчезвания с много малко улики. Мълдър размишлява върху идеята за спонтанното човешко изгаряне, но го преосмисля, когато открива човек (Тони Шалуб), който се страхува от собствената си сянка. Човекът е доктор Бантън – учен, който изследва тъмната материя.                                                               |    |                       |                   |                                          |                      |                      |                     |
| 48 | 24 | Our Town              | Роб Бауман        | Франк Спотниц                            | 12 май 1995 г.       | 12 май 1995 г.       | 14.5                |
| Дъдли, Арканзас, е мястото на поредното разследване за Мълдър и Скъли, които са изпратени да намерят изчезнал инспектор по птиците. Случаят се преобръща, когато друг работник на домашни птици е застрелян, което дава на Мълдър предчувствие, че гражданите наистина са това, което ядат. |    |                       |                   |                                          |                      |                      |                     |
| 49 | 25 | Anasazi               | Р. У. Гудуин      | Дейвид Духовни и Крис Картър             | 19 май 1995 г.       | 19 май 1995 г.       | 16.6                |
| Доверието, което Мълдър и Скъли имат, е пред изпитание, когато Мълдър започва да се държи странно. Неговото нетипично поведение се усложнява, когато Самотните стрелци го насочват към хакер, който успява да проникне в някои много строго пазени файлове. Файловете са криптирани на езика Навахо и трябва да бъдат разкодирани от бивш преводач от Навахо.                                                                   |    |                       |                   |                                          |                      |                      |                     |

## Рейтинг
Вторият сезон на „Досиетата Х“ дебютира с „Little Green Men“ на 16 септември 1994 г. Епизодът достига рейтинг от 10,3 на Nielsen, с 19 дял, което означава, че около 10,3% от всички домакинства с телевизор и 19% от домакинствата, гледащи телевизия, са превключили на епизода. Епизодът е гледан от 9,8 милиона домакинства, което е увеличение от финала на първия сезон, „The Erlenmeyer Flask“, който е гледан от 8,3 милиона домакинства. „Little Green Men“ по това време е най-гледаният епизод на поредицата. С напредването на сезона, рейтингите започват да нарастват. Сезонът достига висок резултат с петнадесетия епизод, „Fresh Bones“, който е гледан от 10,8 милиона домакинства. Финалът на сезона, „Anasazi“, печели рейтинг от 10,1 на Nielsen, с 18 дял, и е гледан от 9,6 милиона домакинства, отбелязвайки 13,5% увеличение в домакинствата в сравнение с предходния финал на сезона. Сериалът е класиран като номер 63 по време на телевизионния сезон 1994/95, което е значително увеличение в рейтинга в сравнение с първия сезон, което завърши под номер 111.